# O Castelo do Príncipe Sapo
O Castelo do Príncipe Sapo (em norueguês: Froskeslottet) é um livro de Jostein Gaarder publicado pela primeira vez em 1988.